# Liste öffentlicher Bücherschränke im Landkreis Freudenstadt
In der Liste öffentlicher Bücherschränke im Landkreis Freudenstadt sind öffentliche Bücherschränke für Orte, die zum Landkreis Freudenstadt in Baden-Württemberg gehören, aufgeführt. Sie ist primär nach Orten sortiert, unabhängig davon, ob es sich um Ortsteile, Gemeinden oder Städte handelt. Der Artikel ist Teil der übergeordneten Liste öffentlicher Bücherschränke in Baden-Württemberg. Ein öffentlicher Bücherschrank ist ein Schrank oder schrankähnlicher Aufbewahrungsort mit Büchern, der dazu dient, Bücher kostenlos, anonym und ohne jegliche Formalitäten zum Tausch oder zur Mitnahme anzubieten. Die Liste erhebt keinen Anspruch auf Vollständigkeit.

## Öffentliche Bücherschränke im Landkreis Freudenstadt
Derzeit sind im Landkreis Freudenstadt 5 öffentliche Bücherschränke erfasst (Stand: 31. Mai 2024):
| Bild | Ausführung    | Ort                       | Seit | Anmerkung                                                | Geokoordinaten       |
| ---- | ------------- | ------------------------- | ---- | -------------------------------------------------------- | -------------------- |
|      | Bücherschrank | Empfingen                 |      | Bücherschrank Empfingen                                  | ⊙ Schanzgasse 1      |
|      | Bücherregal   | Horb am Neckar            |      | Öffentliches Bücherregal der Stadtbücherei Horb          | ⊙ Marktplatz 4       |
|      | Telefonzelle  | Horb am Neckar            | 2011 | Rote Telefonzelle, englischsprachige Literatur bevorzugt | ⊙ Schillerstraße     |
|      | Bücherschrank | Freudenstadt              |      | Freudenstädter Bücherbaum                                | ⊙ Lauterbadstraße 5  |
|      | Bücherregal   | Freudenstadt-Untermusbach |      | Im Bushaltestellenhauschen                               | ⊙ Stockerbachstr. 28 |

## Statistik
Für einen Vergleich zu den anderen Land- und Stadtkreisen Baden-Württembergs sowie zum Landesdurchschnitt siehe die Statistik öffentlicher Bücherschränke in Baden-Württemberg.